# Mollicamarops stellata
Mollicamarops stellata är en svampart som beskrevs av Lar.N. Vassiljeva 2007. Mollicamarops stellata ingår i släktet Mollicamarops och familjen Boliniaceae.   Inga underarter finns listade i Catalogue of Life.